# Liste der Kulturdenkmäler in Gröpelingen
In der Liste der Kulturdenkmäler in Gröpelingen sind alle Kulturdenkmäler des Bremer Stadtteils Gröpelingen aufgelistet.
Grundlage ist die vom Landesamt für Denkmalpflege Bremen (LfD) veröffentlichte Landesdenkmalliste. Die amtlichen Daten wurden direkt aus einem Export der Denkmaldatenbank beim LfD 
mit dem Stand von Juli 2025 übernommen.

## Hinweise
Weitere Erläuterungen zum Aufbau dieser Liste und zu ihrem Inhalt bietet die Seite Inhalte der Tabellen.
Die anklickbare Karte rechts leitet zu den Listen der anderen Stadtteile. Auf der Übersichtsseite befindet sich eine größere Karte.
Wichtig für Autoren:  Links zu Artikeln oder Architekten sowie Bilder oder Koordinaten der Objekte auch/nur in die Ergänzungsliste eintragen, da die Tabelle mittels Datentechnik erstellt wird. Änderungen in der Tabelle von Hand werden sonst beim nächsten Update überschrieben.
|  | Mit dem Bremer Express-Upload können Bilder mit automatischer Zuordnung zu den Objekten auf Commons hochgeladen werden. Bitte dazu auf das Kamera-Symbol in der jeweiligen Tabellenzeile klicken. Eine Kurzinformation bietet diese Projektseite. |

## Denkmalliste Gröpelingen
| Objekt                                                                                         | Typ                                      | Baujahr                    | Architekt/Künstler                                              | Adresse | Koordinaten Wikidata | Art? | Objekt-Nr.? | Bild |
| ---------------------------------------------------------------------------------------------- | ---------------------------------------- | -------------------------- | --------------------------------------------------------------- | --- | -------------------- | ---- | ----------- | ---- |
| St.-Andreas-Kirche                                                                             | Kirche, Kirche ev.                       | 1948–1949                  | Bartning, Otto Schumacher, Friedrich Lilienthal, Heinz          | Elbinger Straße 35 Lütjenburger Straße, Danziger Straße | Lage Q27855359       | ED   | 0291        |      |
| Gartengang Feierabendweg                                                                       | Wohnhausgruppe, Gartengang               | 1914                       | Jänicke, Wilhelm Muesmann, Adolf                                | Feierabendweg 3, 4, 5, 6, 7, 8, 9, 10, 11, 12, 13, 14, 15, 16, 17, 18, 19, 20 Lupinenstraße 18, 20 Rostocker Straße 25, 27 | Lage Q1401442        | DG   | 0364        |      |
| Wohnhaus Feierabendweg 4                                                                       | Wohnhaus                                 | 1914                       | Jänicke, Wilhelm Muesmann, Adolf                                | Feierabendweg 4 | Lage Q41586348       | BT   | 0365        |      |
| Wohnhaus Feierabendweg 5                                                                       | Wohnhaus                                 | 1914                       | Jänicke, Wilhelm Muesmann, Adolf                                | Feierabendweg 5 | Lage Q41586360       | BT   | 0366        |      |
| Wohnhaus Feierabendweg 6                                                                       | Wohnhaus                                 | 1914                       | Jänicke, Wilhelm Muesmann, Adolf                                | Feierabendweg 6 | Lage Q41586366       | BT   | 0367        |      |
| Wohnhaus Feierabendweg 7                                                                       | Wohnhaus                                 | 1914                       | Jänicke, Wilhelm Muesmann, Adolf                                | Feierabendweg 7 | Lage Q41586380       | BT   | 0368        |      |
| Wohnhaus Feierabendweg 8                                                                       | Wohnhaus                                 | 1914                       | Jänicke, Wilhelm Muesmann, Adolf                                | Feierabendweg 8 | Lage Q41586403       | BT   | 0369        |      |
| Wohnhaus Feierabendweg 9                                                                       | Wohnhaus                                 | 1914                       | Jänicke, Wilhelm Muesmann, Adolf                                | Feierabendweg 9 | Lage Q41586448       | BT   | 0370        |      |
| Wohnhaus Feierabendweg 10                                                                      | Wohnhaus                                 | 1914                       | Jänicke, Wilhelm Muesmann, Adolf                                | Feierabendweg 10 | Lage Q41586464       | BT   | 0371        |      |
| Wohnhaus Feierabendweg 11                                                                      | Wohnhaus                                 | 1914                       | Jänicke, Wilhelm Muesmann, Adolf                                | Feierabendweg 11 | Lage Q41586479       | BT   | 0372        |      |
| Wohnhaus Feierabendweg 12                                                                      | Wohnhaus                                 | 1914                       | Jänicke, Wilhelm Muesmann, Adolf                                | Feierabendweg 12 | Lage Q41586499       | BT   | 0373        |      |
| Wohnhaus Feierabendweg 13                                                                      | Wohnhaus                                 | 1914                       | Jänicke, Wilhelm Muesmann, Adolf                                | Feierabendweg 13 | Lage Q41586519       | BT   | 0374        |      |
| Wohnhaus Feierabendweg 14                                                                      | Wohnhaus                                 | 1914                       | Jänicke, Wilhelm Muesmann, Adolf                                | Feierabendweg 14 | Lage Q41586548       | BT   | 0375        |      |
| Wohnhaus Feierabendweg 15                                                                      | Wohnhaus                                 | 1914                       | Jänicke, Wilhelm Muesmann, Adolf                                | Feierabendweg 15 | Lage Q41586566       | BT   | 0376        |      |
| Wohnhaus Feierabendweg 16                                                                      | Wohnhaus                                 | 1914                       | Jänicke, Wilhelm Muesmann, Adolf                                | Feierabendweg 16 | Lage Q41586587       | BT   | 0377        |      |
| Wohnhaus Feierabendweg 17                                                                      | Wohnhaus                                 | 1914                       | Jänicke, Wilhelm Muesmann, Adolf                                | Feierabendweg 17 | Lage Q41586601       | BT   | 0378        |      |
| Wohnhaus Feierabendweg 18                                                                      | Wohnhaus                                 | 1914                       | Jänicke, Wilhelm Muesmann, Adolf                                | Feierabendweg 18 | Lage Q41586615       | BT   | 0379        |      |
| Wohnhaus Feierabendweg 19                                                                      | Wohnhaus                                 | 1914                       | Jänicke, Wilhelm Muesmann, Adolf                                | Feierabendweg 19 | Lage Q41586635       | BT   | 0380        |      |
| Wohnhaus Feierabendweg 20                                                                      | Wohnhaus                                 | 1914                       | Jänicke, Wilhelm Muesmann, Adolf                                | Feierabendweg 20 | Lage Q41586652       | BT   | 0381        |      |
| Wohnhaus Lupinenstraße 18 Feierabendweg                                                        | Wohnhaus                                 | 1914                       | Jänicke, Wilhelm Muesmann, Adolf                                | Lupinenstraße 18 Feierabendweg | Lage Q41586700       | BT   | 0851        |      |
| Wohnhaus Lupinenstraße 20 Feierabendweg                                                        | Wohnhaus                                 | 1914                       | Jänicke, Wilhelm Muesmann, Adolf                                | Lupinenstraße 20 Feierabendweg | Lage Q41586744       | BT   | 0852        |      |
| Wohnhaus Rostocker Straße 25 Feierabendweg                                                     | Wohnhaus                                 | 1914                       | Jänicke, Wilhelm Muesmann, Adolf                                | Rostocker Straße 25 Feierabendweg | Lage Q41586764       | BT   | 1047        |      |
| Wohnhaus Rostocker Straße 27 Feierabendweg                                                     | Wohnhaus                                 | 1914                       | Jänicke, Wilhelm Muesmann, Adolf                                | Rostocker Straße 27 Feierabendweg | Lage Q41586776       | BT   | 1048        |      |
| Wohnhaus Feierabendweg 3                                                                       | Wohnhaus                                 | 1914                       | Jänicke, Wilhelm Muesmann, Adolf                                | Feierabendweg 3 | Lage Q41586827       | BT   | 1704        |      |
| Hafenapotheke                                                                                  | Wohnhaus, Geschäftshaus                  | 1907                       | Blanke, Wilhelm                                                 | Gröpelinger Heerstraße 202 | Lage Q41586998       | ED   | 0463        |      |
| Breitenbachhof                                                                                 | Wohnanlage                               | 1915–1919                  | Jacobs, Rudolf                                                  | Breitenbachhof 1, 2, 3, 4, 5, 5A, 5B, 6, 7, 8, 9, 10, 11, 12, 12A, 14, 15, 16, 17, 18, 19, 20, 21, 22, 23A, 23B Barenburg, Klitzenburg, Wasserhorster Straße, Wummensieder Straße                                                                                                | Lage Q41437598       | GA   | 0680        |      |
| Gemeindeschule Oslebshausen, Schule an der Oslebshauser Heerstraße                             | Schule, Gemeindeschule                   | 1906–1907                  | Beermann, Ludwig                                                | Oslebshauser Heerstraße 115 | Lage Q41587029       | ED   | 0961        |      |
| Evangelische Kirche Oslebshausen                                                               | Kirche, Kirche ev.                       | 1929–1930 1961, 1971       | Görig, Walter Bülow, Wilhelm Scheffler, Horst Lilienthal, Heinz | Ritterhuder Heerstraße 1, 3 Oslebshauser Heerstraße | Lage Q41587084       | ED   | 1038        |      |
| Strafanstalt Oslebshausen, Justizvollzugsanstalt Oslebshausen                                  | Strafanstalt, Gefängnis, Beamtenwohnhaus | 1871–1874                  | Schröder, Alexander Rippe, Johannes                             | Sonnemannstraße 1, 2, 3, 4, 5, 6 Am Kammerberg 7, 8, 9, 10, 11, 12, 13, 14, 15, 16, 17, 18, 19, 20, 21, 22, 23 | Lage Q1714429        | DG   | 1151        |      |
| Strafanstalt Oslebshausen, Direktorenwohnhaus, Justizvollzugsanstalt Oslebshausen              | Wohnhaus                                 | um 1890                    |                                                                 | Sonnemannstraße 1 | Lage Q41618268       | BT   | 1343        |      |
| Strafanstalt Oslebshausen, Hauptgebäude, Justizvollzugsanstalt Oslebshausen                    | Strafanstalt, Zellengefängnis            | 1871–1874                  | Schröder, Alexander Rippe, Johannes                             | Sonnemannstraße 2 | Lage Q41619896       | BT   | 1344        |      |
| Strafanstalt Oslebshausen, Neues Zuchthaus, Justizvollzugsanstalt Oslebshausen                 | Zellengefängnis                          | 1913–1914                  | Ohnesorge, Hans                                                 | Sonnemannstraße 2 | Lage Q41619920       | BT   | 1345        |      |
| Strafanstalt Oslebshausen, Wirtschafts- und Küchengebäude, Justizvollzugsanstalt Oslebshausen  | Wirtschaftsgebäude                       | 1926                       | Ohnesorge, Hans Zill, E. A.                                     | Sonnemannstraße 2 | Lage Q41619993       | BT   | 1346        |      |
| Strafanstalt Oslebshausen, Inspektoren- und Lehrerhaus, Justizvollzugsanstalt Oslebshausen     | Inspektorenhaus                          | um 1890                    |                                                                 | Sonnemannstraße 3 | Lage Q41618324       | BT   | 1347        |      |
| Strafanstalt Oslebshausen, Frauengefängnis (Weiberanstalt), Justizvollzugsanstalt Oslebshausen | Zellengefängnis                          | 1883–1885 1949             |                                                                 | Sonnemannstraße 5 | Lage Q41619947       | BT   | 1348        |      |
| Strafanstalt Oslebshausen, Predigerwohnhaus, Justizvollzugsanstalt Oslebshausen                | Wohnhaus                                 | 1891                       | Flügel, Heinrich                                                | Sonnemannstraße 6 Am Kammerberg | Lage Q41618353       | BT   | 1349        |      |
| Strafanstalt Oslebshausen, Inspektorenwohnhaus                                                 | Wohnhaus                                 | um 1890                    |                                                                 | Am Kammerberg 7 | Lage Q41618381       | BT   | 1350        |      |
| Strafanstalt Oslebshausen, Meierei, Justizvollzugsanstalt Oslebshausen                         | Meierei                                  | um 1874                    |                                                                 | Sonnemannstraße 4 | Lage Q41620008       | BT   | 1351        |      |
| Strafanstalt Oslebshausen, Beamtenwohnhaus                                                     | Wohnhaus, Beamtenwohnhaus                | 1871–1874                  | Schröder, Alexander Rippe, Johannes                             | Am Kammerberg 8 | Lage Q41618419       | BT   | 1352        |      |
| Strafanstalt Oslebshausen, Beamtenwohnhaus                                                     | Wohnhaus, Beamtenwohnhaus                | 1871–1874                  | Schröder, Alexander Rippe, Johannes                             | Am Kammerberg 9 | Lage Q41618472       | BT   | 1353        |      |
| Strafanstalt Oslebshausen, Beamtenwohnhaus                                                     | Wohnhaus, Beamtenwohnhaus                | 1871–1874                  | Schröder, Alexander Rippe, Johannes                             | Am Kammerberg 10 | Lage Q41618661       | BT   | 1354        |      |
| Strafanstalt Oslebshausen, Beamtenwohnhaus                                                     | Wohnhaus, Beamtenwohnhaus                | 1871–1874                  | Schröder, Alexander Rippe, Johannes                             | Am Kammerberg 11 | Lage Q41618687       | BT   | 1355        |      |
| Strafanstalt Oslebshausen, Beamtenwohnhaus                                                     | Wohnhaus, Beamtenwohnhaus                | 1871–1874                  | Schröder, Alexander Rippe, Johannes                             | Am Kammerberg 12 | Lage Q41618714       | BT   | 1356        |      |
| Strafanstalt Oslebshausen, Beamtenwohnhaus                                                     | Wohnhaus, Beamtenwohnhaus                | 1871–1874                  | Schröder, Alexander Rippe, Johannes                             | Am Kammerberg 13 | Lage Q41618760       | BT   | 1357        |      |
| Strafanstalt Oslebshausen, Beamtenwohnhaus                                                     | Wohnhaus, Beamtenwohnhaus                | 1871–1874                  | Schröder, Alexander Rippe, Johannes                             | Am Kammerberg 14 | Lage Q41619627       | BT   | 1358        |      |
| Strafanstalt Oslebshausen, Beamtenwohnhaus                                                     | Wohnhaus, Beamtenwohnhaus                | 1871–1874                  | Schröder, Alexander Rippe, Johannes                             | Am Kammerberg 15 | Lage Q41619649       | BT   | 1359        |      |
| Strafanstalt Oslebshausen, Beamtenwohnhaus                                                     | Wohnhaus, Beamtenwohnhaus                | 1871–1874                  | Schröder, Alexander Rippe, Johannes                             | Am Kammerberg 16 | Lage Q41619672       | BT   | 1360        |      |
| Strafanstalt Oslebshausen, Beamtenwohnhaus                                                     | Wohnhaus, Beamtenwohnhaus                | 1871–1874                  | Schröder, Alexander Rippe, Johannes                             | Am Kammerberg 17 | Lage Q41619691       | BT   | 1361        |      |
| Strafanstalt Oslebshausen, Beamtenwohnhaus                                                     | Wohnhaus, Beamtenwohnhaus                | 1871–1874                  | Schröder, Alexander Rippe, Johannes                             | Am Kammerberg 18 | Lage Q41619724       | BT   | 1362        |      |
| Strafanstalt Oslebshausen, Beamtenwohnhaus                                                     | Wohnhaus, Beamtenwohnhaus                | 1871–1874                  | Schröder, Alexander Rippe, Johannes                             | Am Kammerberg 19 Axstedter Straße | Lage Q41619758       | BT   | 1363        |      |
| Strafanstalt Oslebshausen, Beamtenwohnhaus                                                     | Wohnhaus, Beamtenwohnhaus                | 1871–1874                  | Schröder, Alexander Rippe, Johannes                             | Am Kammerberg 20 | Lage Q41619779       | BT   | 1364        |      |
| Strafanstalt Oslebshausen, Beamtenwohnhaus                                                     | Wohnhaus, Beamtenwohnhaus                | 1871–1874                  | Schröder, Alexander Rippe, Johannes                             | Am Kammerberg 21 | Lage Q41619801       | BT   | 1365        |      |
| Strafanstalt Oslebshausen, Beamtenwohnhaus                                                     | Wohnhaus, Beamtenwohnhaus                | 1871–1874                  | Schröder, Alexander Rippe, Johannes                             | Am Kammerberg 22 | Lage Q41619822       | BT   | 1366        |      |
| Strafanstalt Oslebshausen, Beamtenwohnhaus                                                     | Wohnhaus, Beamtenwohnhaus                | 1871–1874                  | Schröder, Alexander Rippe, Johannes                             | Am Kammerberg 23 | Lage Q41619843       | BT   | 1367        |      |
| Villa Oesselmann                                                                               | Wohnhaus, Villa                          | 1887–1888                  | Dunkel, Albert Diedrich Juchter, H.                             | Waltjenstraße 140 | Lage Q41618003       | ED   | 1238        |      |
| Pulvermagazin                                                                                  | Lagerhaus, Pulvermagazin                 | 1879                       | Rippe, Johannes                                                 | An der Fuchtelkuhle 13, 15 | Lage Q41437990       | DG   | 1242        |      |
| Pulvermagazin, Ringwall mit Durchfahrtsportal                                                  | Lagerhaus, Pulvermagazin                 | 1879                       | Rippe, Johannes                                                 | An der Fuchtelkuhle 13 | Lage Q96356281       | BT   | 5181        |      |
| Pulvermagazin, Aufseherwohnhaus                                                                | Wohnhaus, Aufseherwohnhaus               | 1879                       | Rippe, Johannes                                                 | An der Fuchtelkuhle 15 | Lage Q96356359       | BT   | 5186        |      |
| Grundschule Halmerweg                                                                          | Schule                                   | 1956–1965                  | Müller-Menckens, Gerhard                                        | Halmerweg 71 Stuhmer Straße | Lage Q41437865       | GA   | 1775        |      |
| Wohnhaus Gröpelinger Heerstraße 167 Morgenlandstraße                                           | Wohnhaus, Villa, Altersheim              | 1903–1904                  | Reiners, D.B.                                                   | Gröpelinger Heerstraße 167 Morgenlandstraße | Lage Q121761245      | ED   | 1922        |      |
| Gewerkschaftsblock                                                                             | Wohnanlage                               | 1923, 1924–1925, 1927–1928 | Berner, Willy Schikore, Georg                                   | Gröpelinger Heerstraße 60, 62, 64, 66, 68, 70, 72, 74, 76, 78, 80, 82, 84, 86, 88, 90, 92, 94 Grasberger Straße 57, 58, 59, 60, 61, 62, 63, 64, 65, 66, 67, 68, 69 Pastorenweg 63, 65, 67, 69, 71, 73, 81, 83, 85 Werschenger Straße 2, 6, 8 Altenescher Straße 1, 2, 3, 4, 5, 6 | Lage Q124987038      | DG   | 1930        |      |
| Wohnanlage Pastorenweg 67                                                                      | Wohnanlage                               | 1923                       | Schikore, Georg                                                 | Pastorenweg 67, 69, 71, 73 | Lage Q124987046      | BT   | 3526        |      |
| Gewerkschaftsblock                                                                             | Wohnanlage                               | 1924–1925, 1927–1928       | Berner, Willy                                                   | Gröpelinger Heerstraße 60, 62, 64, 66, 68, 70, 72, 74, 76, 78, 80, 82, 84, 86, 88, 90, 92, 94 Grasberger Straße 57, 58, 59, 60, 61, 62, 63, 64, 65, 66, 67, 68, 69 Pastorenweg 63, 65, 81, 83, 85 Werschenger Straße 2, 6, 8 Altenescher Straße 1, 2, 3, 4, 5, 6                 | Lage Q124987060      | BT   | 4714        |      |
| Bunker B 157, Wandbild „Liebe Herta! Nie wieder Krieg, haben wir ges...“                       | Bunker, Wandbild                         | 1942um 1979                | Stuzmann, Hermann                                               | Halmerweg 90 | Lage Q41620092       | ED   | 3984        |      |
| Humannviertel, III. Bauabschnitt: Fürsorgewohnungen des Bremischen Staates                     | Wohnhaus, Reihenhaus                     | 1930–1931                  | Bremisches Wohnungsbauamt                                       | Axstedter Straße 1, 3, 5, 7, 9, 11, 13, 15, 17 Bokeler Weg 1, 2, 3, 4, 5, 6, 7, 8, 9, 10, 11, 12, 13, 14, 15, 16, 17, 18, 20 Wischhusenstraße 28, 30, 32, 34, 36, 38, 40, 42, 44 Bramstedter Straße, Am Kammerberg                                                               | Lage Q41437747       | GA   | 5109        |      |
| KZ-Außenlager Schützenhof                                                                      | Arbeitslager, Baracke                    | 1944–1945                  |                                                                 | Bromberger Straße 117 | Lage Q105915735      | GA   | 5183        |      |

Anzahl der Objekte in Gröpelingen: 66, davon mit Bild: 54 (82 %).